# النا فیوره
النا فیوره (ایتالیایی: Elena Fiore؛ زادهٔ ۲۶ ژوئیهٔ ۱۹۲۸) بازیگر اهل ایتالیا است. او بابت ایفای نقش در فیلم‌های لینا ورتمولر شهرت دارد.
از فیلم‌ها یا برنامه‌های تلویزیونی که وی در آن نقش داشته‌است، می‌توان به اغوای میمی، شب زفاف، هفت بی‌غیرت ارجمند، عشق و آشوب و هفت زیبا اشاره کرد.